# Acmonia ficta
Acmonia ficta är en insektsart som först beskrevs av Walker 1858.  Acmonia ficta ingår i släktet Acmonia och familjen lyktstritar. Inga underarter finns listade i Catalogue of Life.